# Lagópode-de-cauda-branca
Lagopus leucura, comummente conhecido como lagopo-de-cauda-branca é uma ave galiforme, da família dos fasianídeos e pertencente ao género Lagopus, natural da América do Norte.

## Etimologia
Quanto ao nome científico desta espécie:
- o nome genérico, Logoputus, provém do grego antigo λαγώπους (lagópus), termo resultante da aglutinação dos étimos λᾰγώς (lebre) e πούς (pé)[3], pelo que significa «com pés de lebre», por alusão às patas cobertas de penas, características destas aves, as quais fazem lembrar as patas de lebres cobertas de pêlos.
- como o epíteto específico, leucura , também provém do grego, tratando-se da aglutinação dos étimos λευκός (leucós), que significa «branco» ou «brilhante»[4] e  οὐρά (oura), que significa «cauda ou rabo».[5]

## Descrição
No inverno esta ave fica com penas brancas que a disfarçam na nívea paisagem. É frequente amouchar-se na neve para se livrar dos cortantes e frios ventos de montanha, e dos inimigos. Se há perigo, tem tendência para correr e não para voar.
No verão, época de acasalamento, crescem-lhe penas castanhas mosqueadas, muito úteis à fêmea porque a ocultam enquanto está no choco.
Os lagopos-de-cauda-branca têm cerca de 32 cm de comprimento no estado adulto.